# ونوس زیباسرین
ونوس زیباسُرین یا آفرودیتهٔ زیبا سرین (یونانی: Ἀφροδίτη Καλλίπυγος) تندیسی مرمرین از روم باستان با سازنده‌ای ناشناس است که گمان می‌رود یک کپی از نمونهٔ کهن‌تر یونانی باشد. ونوس (آفرودیت) دامن برچیده و کپل‌هایش را نمایش می‌دهد و هم گویی برانداز می‌کند.
دیرینگی تندیس به یک‌ سده پیش از میلاد مسیح باز می‌گردد و تندیس اصلی ظاهراً از برنز و ۳۰۰ سال پیش از میلاد مسیح در آستانهٔ ورود به عصر هلنیستی ساخته شده بوده است.
از روی ونوس زیباسرین تاکنون چند تندیس به دست هنرمندانی همچون فرانسوا باروا و ژان ژاک کلریون ساخته شده است.